# Sten Walberg
Sten Sigfrid Walberg, född 29 juni 1919 i Lund, död 1 augusti 1989, var en svensk jurist och ämbetsman.
Efter studentexamen 1937 studerade Sten Walberg juridik vid Lunds universitet där han blev jur.kand. 1941. Han gjorde tingstjänstgöring i Torna och Bara domsaga 1941–1944 samt blev fiskal i Hovrätten över Skåne och Blekinge 1944 och assessor 1951. Walberg blev sakkunnig i Finansdepartementet 1953, lagbyråchef 1955, var chef för rättsavdelningen i Finansdepartementet 1959–1961 och utsågs till kansliråd 1957. Han var regeringsråd 1961–1971 samt slutligen generaldirektör och chef för Bankinspektionen 1971–1986.
Dessutom deltog han som skattesakkunnig i en mängd offentliga utredningar. Walberg är begravd på Båstads nya begravningsplats.

## Utmärkelser
- Kommendör med stora korset av Nordstjärneorden, 5 juni 1971.[5]